# 4E10
4Е10 — грузопассажирский электровоз постоянного тока, одна из разработок Тбилисского электровозостроительного завода, создан на базе ВЛ10. Выпущено 15 электровозов серии.

## История выпуска
В 2000 году ТЭВЗ в кратчайший срок сконструировал и изготовил новый электровоз серии 4Е10. 4Е10 — четырёхосный грузо-пассажирский электровоз постоянного тока с электродинамическим торможением, основанным на принципе самовозбуждения, мощностью 2680 кВт и с максимальной скоростью 100 км/час. С 2000 года изготовлено 16 единиц электровозов 4Е10 — 15 базовой модели и 1 модификации 4Е10, все электровозы серии переоборудованы из секций ВЛ10.
Переоборудование из секций ВЛ10: 
Е10-235 - Секция А ВЛ10-235
4Е10-446 - Секция Б ВЛ10-446 
4Е10-622 - Секция Б ВЛ10-622 
4Е10-689 - Секция А ВЛ10-689 
4Е10-692 - Секция А ВЛ10-692 
4Е10-914 - Секция Б ВЛ10-914
4Е10-932 - Секция Б ВЛ10-932  
4Е10-933 - Секция А ВЛ10-933 
Е10-934 - Секция Б ВЛ10-934 
4Е10-1230 - Секция А ВЛ10-1230 
4Е10-1269 - Секция А ВЛ10-1269
4Е10-1502 - Секция Б ВЛ10-1502 
4Е10-1602 - Секция Б ВЛ10-1602
4Е10-1612 - Секция А ВЛ10-1612 
4Е10-1635 - Секция А ВЛ10-1635 
4Е10-1768 - Секция Б ВЛ10-????
4Е10-1889 - Секция А ВЛ10-1889
Остальные секции ВЛ10, переоборудованных в 4Е10 находятся на территории Тбилисского электровозостроительного завода.

## Конструкция
Электровоз 4Е10 изготовлен на базе экипажной части и кузовов электровозов ВЛ10, ВЛ11, ВЛ11М. В качестве тяговых двигателей использованы двигатели ТЛ-2К с часовой мощностью 670 кВт. Передача тягового и тормозного усилия между тележкой и кузовом осуществляется шкворневым устройством. Электровоз 4Е10 оснащен электродинамическим тормозом с циклической схемой стабилизации с самовозбуждением. Усилены пусковые и тормозные резисторы. Электровоз выполнен без электропневматического тормоза. Он оснащён противоразгрузочным устройством. Предусмотрена сигнализация в случае нарушения целостности тормозной магистрали поезда. Отключение повреждённого тягового двигателя осуществляется ножевым отключателем двигателей.
Обеспечение сжатым воздухом тормозной системы и другого пневматического оборудования осуществляется посредством компрессора ПК-3,5 с приводным двигателем ТЛ-121. В качестве мотор-вентилятора использован электродвигатель ТЛ-120. C целью улучшения защиты вспомогательных машин осуществлена схема раздельного питания тяговых двигателей и вспомогательных машин. Защита силовых и вспомогательных цепей осуществляется быстродействующими выключателями БВП-5-02 с током уставки 2600А и БВЗ-2 с током уставки 300А.
Для автоматического переключения мотор-вентиляторов с низкой скорости вращения на высокую и наоборот без их выключения осуществлена вентильная схема переключения, а пневматический переключатель из схемы электровоза исключён.
Схемой электровоза при повреждении тягового двигателя предусмотрена работа электровоза с тремя или двумя исправными двигателями.
Для питания цепей управления и заряда аккумуляторной батарей на электровозе применена компактная панель управления, состоящая из блока регулятора напряжения, блока заряда аккумуляторной батареи и блока автоматов и предохранителей, выполненных на базе современной электроники.
На электровозе 4Е10 применён контроллер от ВЛ11М, в главной рукоятке которого совмещены функции регулирования режима тяги и электродинамического торможения.
Электровоз оборудован пневматическим тормозом, обеспечивающим надежное служебное и экстренное торможение, а также системой отопления пассажирских вагонов поезда.
Кабина электровозов серии 4Е10 — от ВЛ10 и ВЛ10У. Из видимых отличий можно обнаружить лишь спидометр вместо скоростемера.

## Эксплуатация
Подавляющее большинство электровозов серии 4Е10 работают на железных дорогах Грузии. За пределами Грузии работает только один электровоз данной серии. Он был заказан российским ОАО «Белон». Поставку осуществил генеральный представитель ТЭВЗ на территории России ЗАО «Дортехкомплект» (г. Екатеринбург). Несмотря на то, что завод позиционирует модель как грузовую, в Грузии электровозы этой серии очень часто работают с пассажирскими составами, так как использование электровозов серии 4Е10 позволяет высвободить тяжёлые локомотивы для перевозки грузовых поездов.
Электровоз 4Е10 сможет пройти в одиночку Сурамский перевал при условии, если он везёт не более шести пассажирских вагонов. Если же количество вагонов больше, то тогда электровоз будет преодолевать перевал в сплотке с другим электровозом серии 4Е10 либо с любым другим «страховочным» локомотивом.
Большинство электровозов серии 4Е10 приписаны к депо Тбилиси-Пассажирская, небольшая часть — к депо Хашури. Три локомотива (4Е10-446, 4Е10-1689, 4Е10-1768) имеют бело-голубую окраску, остальные имеют красно-коричневую окраску. Единственный работающий в России 4Е10/1-001 окрашен в двух тонах: одна половина кузова белая, а вторая — зелёная. Приписан к депо Белово, работает на подъездном пути к шахте «Кастромовская». В данный[когда?]

 момент локомотив стоит на отстойных путях станции Тайга.
Среди грузинских железнодорожников электровоз получил прозвища «Колобок» и «Детство десятки» (подразумевается электровоз ВЛ10, так часть электровозов была построена с использованием кузовов отставленных от работы ВЛ10 и ВЛ10У, а часть — с использованием кузовов ВЛ10 из запасов завода ТЭВЗ). Электровоз 4Е10/1-001 имеет кузов, внешне аналогичный электровозам Э13 и ВЛ11М/5.